# Анкона (футбольный клуб)
«Анко́на» (итал. U.S. Ancona) — итальянский футбольный клуб из города Анкона, выступающий в Серии С. Основан в 1905 году. Домашние матчи проводит на стадионе «Дель Конеро», вмещающем 26 000 зрителей. До 1982 года назывался «СС Анконитана» (итал. Unione Sportiva Anconitana). В 2010 году клуб «Анкона» был ликвидирован из-за банкротства, на его базе был создан клуб «Unione Sportiva Ancona», который просуществовал до 2017 года. В 2021 году путём слияния клубов «Мателика» и «Анконитана» был образован новый клуб, получивший название «Анкона-Мателика» и объявивший себя наследником прежней «Анконы».

## История
Клуб «Unione Sportiva Anconitana» был основан 5 марта 1905 года на небольшом складе Театро делле Музе (итал. Teatro delle Muse).
Первым успехом клуба был выход в Серию Д незадолго до начала Второй мировой войны в 1937 году. В 1950 году клуб вылетел в Серию C, чтобы спустя 38 лет вернуться. Последующие несколько лет стали для клуба самыми успешными в его истории. Под руководством тренера Винченцо Гуерини команда заняла 5-е место в 1990 году, 10-е в 1991, и наконец в 1992 3-е место и вышла в Серию А.
В элите клубу закрепиться не удалось и заняв 17-е место он покинул Серию А, при этом оставив о себе память, разгромив дома «Интернационале» со счетом 3:0. А в 1994 году «Анкона» дошла до финала Кубка Италии, где проиграла «Сампдории».
Последним успехом стал выход в Серию А в 2003 году. Но уже следующий год стал настоящим кошмаром для команды: в первых 28-ми турах ни одной победы, всего 13 набранных очков за весь чемпионат, последующее банкротство и вылет в Серию С2.

## Достижения
- Финалист Кубка Италии: 1994

## Текущий состав
| № |          | Поз. | Имя               | Год рождения |
| - | -------- | ---- | ----------------- | ------------ |
| 1 | Италия   | Вр   | Маттеа Бьянки     |              |
| 2 | Литва    | Вр   | Клайдас Лаукжемис |              |
| 3 | Италия   | Вр   | Самуэль Граццо    |              |
| 4 | Италия   | Защ  | Энрико Равинелли  |              |
| 5 | Словакия | Защ  | Роберт Кордомац   |              |
| 6 | Италия   | Защ  | Лука Магнанини    |              |
| 7 | Италия   | Защ  | Никола Белуччи    |              |
| 8 | Италия   | Защ  | Филиппо Боккарди  |              |
| 9 | Италия   | Защ  | Маттео Марино     |              |

| №  |              | Поз. | Имя                | Год рождения |
| -- | ------------ | ---- | ------------------ | ------------ |
| 10 | Буркина-Фасо | ПЗ   | Азиз Саре          |              |
| 11 | Италия       | ПЗ   | Маттео Алуччи      |              |
| 16 | Италия       | ПЗ   | Джакобо Джанелли   |              |
| 17 | Словакия     | ПЗ   | Валент Шавор       |              |
| 18 | Латвия       | ПЗ   | Никита Быковский   |              |
| 19 | Италия       | ПЗ   | Лука Белкастро     |              |
| 20 | Гамбия       | ПЗ   | Бубакар Самбу      |              |
| 22 | Албания      | ПЗ   | Эндри Дама         |              |
| 25 | Нигерия      | ПЗ   | Чименка Азурунва   |              |
| 82 | Италия       | Нап  | Никколо Амадори    |              |
| 90 | Италия       | Нап  | Антонио Мартинелло |              |
| 99 | Италия       | Нап  | Джулио Панкрацци   |              |